# エンリコ・フェルミ研究所
座標: 北緯41度47分31秒 西経87度36分6秒 / 北緯41.79194度 西経87.60167度

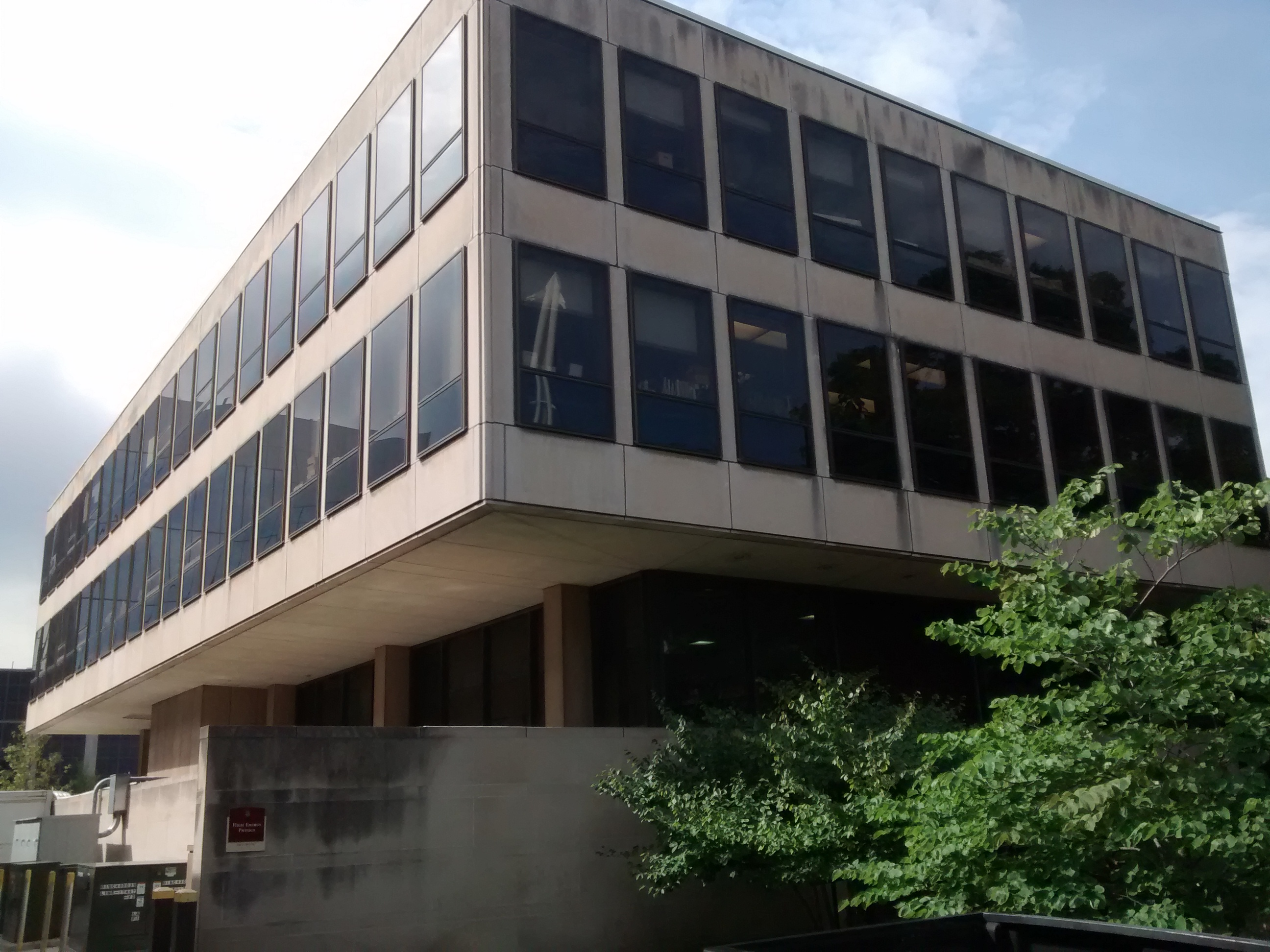

エンリコ・フェルミ研究所（エンリコ・フェルミけんきゅうじょ、Enrico Fermi Institute、略称:EFI）は、シカゴ大学キャンパス内にある研究所である。
1945年9月にシカゴ大学の研究部門の一部としてInstitute for Nuclear Studies（原子核科学研究所）が設立され、初代所長にはサミュエル・キング・アリソンが就任した。その後、アメリカで活躍した物理学者エンリコ・フェルミの功績を讃えてEnrico Fermi Institute for Nuclear Studies（エンリコ・フェルミ原子核科学研究所）と改称し、1968年1月にはさらに短縮されてEnrico Fermi Institute（エンリコ・フェルミ研究所）の名称となり、現在に至る。
当初研究所は人類初の核連鎖反応を成し遂げた冶金研究所の原子炉シカゴ・パイル1号があった場所の目の前にあった。

## 主要な研究分野
- 素粒子物理学
- 天体物理学・宇宙論
- 一般相対性理論
- 電子顕微鏡学
- イオン顕微鏡学・イオンによる質量分析法
- 非結像光学・太陽エネルギー
- 地球化学・宇宙化学・核化学

## 著名な研究員
- エンリコ・フェルミ
- ハロルド・ユーリー
- ジェイムズ・クローニン
- 南部陽一郎